# Hidden 3D
Hidden 3D (Brasil: Filhos da Escuridão ) é um filme ítalo-canadense de 2011, dos gêneros terror e suspense, dirigido por Antoine Thomas.